# Gitterschnitt

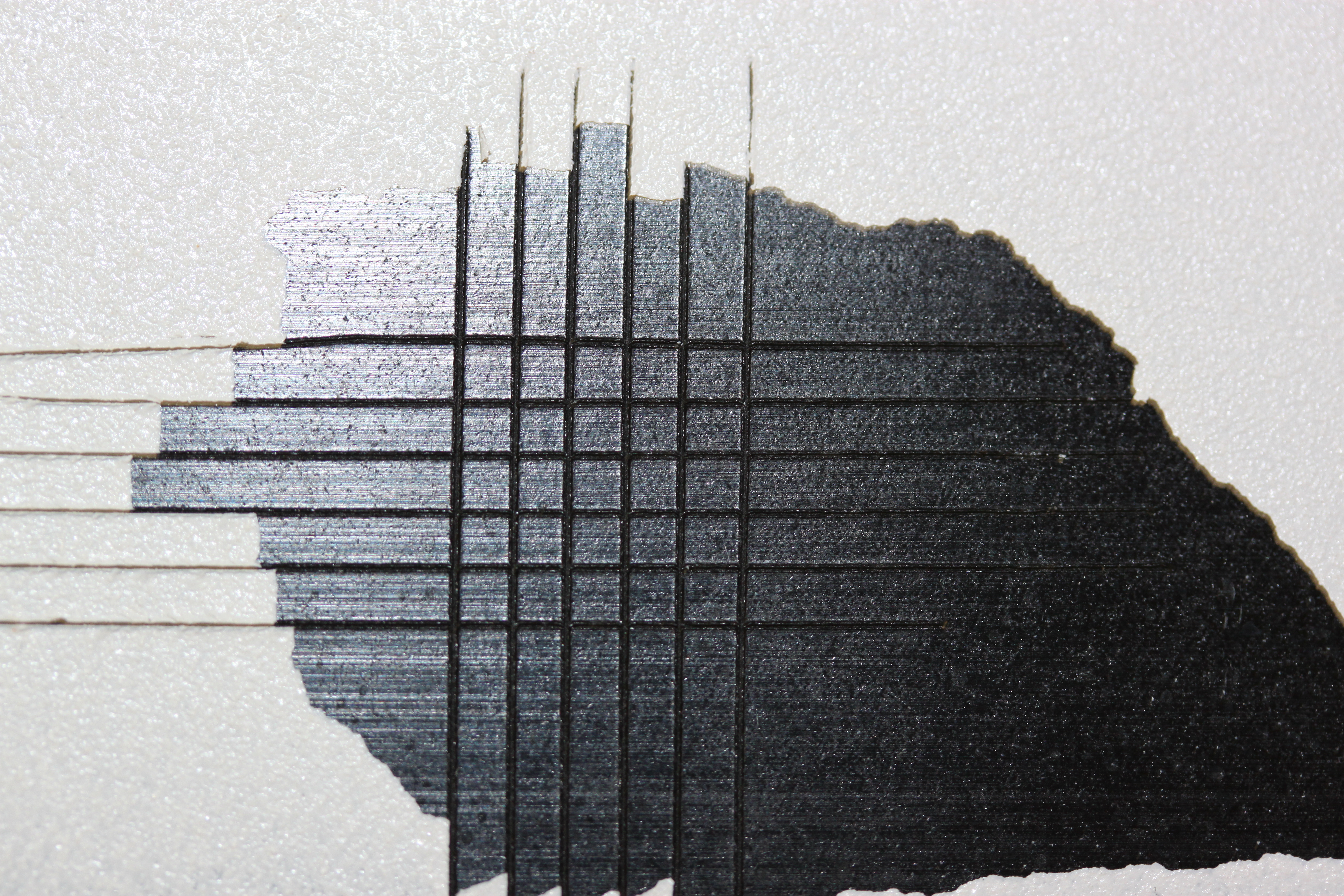
Das schlechtestmögliche Ergebnis – Gt 5. Der weiße Anstrich ist hier sowohl längs der Schnittränder als auch im Bereich der Teilstücke abgeplatzt.

Mit Hilfe des Gitterschnitts nach ISO 2409 kann die Haftfestigkeit (Adhäsion) von Beschichtungen (zum Beispiel einer lackierten Oberfläche) abgeschätzt werden. Das Prüfverfahren dient explizit nicht zur Messung der Haftfestigkeit. Hierfür ist die Abzugsprüfung nach ISO 4624 anzuwenden.

## Beschreibung
Bei einem Gitterschnitt werden sechs parallele Schnitte mit einem speziellen Gitterschnittmesser (mehrere Schneiden) oder einem Einschneidengerät (z. B. Cuttermesser mit oder ohne Schablone) auf der Beschichtung angebracht. Im rechten Winkel zu den entstandenen Schnitten werden sechs weitere Ritzschnitte ausgeführt, so dass ein gleichmäßiges Quadratmuster entsteht. Alle Schnitte müssen bis auf den Untergrund gehen und diesen an- bzw. einritzen, jedoch ohne ihn übermäßig zu verletzen. Die Prüfung kann manuell oder mit einem motorisch angetriebenem Gerät ausgeführt werden.
Der Abstand der Schnitte beträgt ein bis drei Millimeter, abhängig von der Schichtdicke der Beschichtung und der Härte/Art des Untergrundes.
- Für Schichtdicken bis 60 Mikrometer ist ein Rasterabstand von ein Millimeter (harte Untergründe wie Metall) bzw. zwei Millimeter (bei weichem Untergrund wie Holz) zu wählen.
- Bei Schichtdicken zwischen 61 und 120 Mikrometer sind zwei Millimeter Rasterabstand erforderlich.
- Ab einer Schichtdicke von 121 bis 250 Mikrometer verwendet man drei Millimeter.
- Über 250 Mikrometer ist der Gitterschnitt nicht mehr anzuwenden. Hier kann mittels Kreuzschnitt nach ISO 16276-2 geprüft werden.

Lose Partikel (der Beschichtung) vom Schneiden sind anschließend zu entfernen. Dazu kann eine weiche Bürste, Druckluft bzw. Stickstoff oder Klebeband verwendet werden. Entgegen früheren Ausgaben der Norm ist die Klebkraft des Klebebandes nicht mehr vorgeschrieben (ab 2013). Das Klebeband ist parallel zu einer Richtung der Schnitte aufzukleben und innerhalb von 5 Minuten wieder ruckartig (0,5–1 Sekunden) in einem Winkel von 60° zu entfernen.
Zuletzt wird das verbliebene Gitter begutachtet. Je nach Zustand unterscheidet man Gitterschnitt-Kennwerte von 0 (sehr gut) bis 5 (sehr schlecht), abgekürzt Gt 0 bis Gt 5. Neben diesem Einstufungsverfahren kann auch eine Ja/Nein-Prüfung zu jeweiligen Vorgaben erfolgen. Häufig werden im Bereich des Korrosionsschutzes Kennwerte von Gt 0 bzw. Gt 1 akzeptiert.

## Normen und Standards(Stand 10. September 2018)
- ISO 2409 Beschichtungsstoffe – Gitterschnittprüfung
- ISO 4624 Beschichtungsstoffe – Abreißversuch zur Bestimmung der Haftfestigkeit
- ISO 16276-2, Korrosionsschutz von Stahlbauten durch Beschichtungssysteme – Beurteilung der Adhäsion/Kohäsion (Haftfestigkeit) einer trockenen Beschichtung und Kriterien für deren Annahme – Teil 2: Gitterschnitt- und Kreuzschnittprüfung